# Ryszard Halaba
Ryszard Stanisław Halaba (ur. 20 listopada 1930 w Laskowie, zm. 20 listopada 1992) – polski działacz komunistyczny, historyk ruchu robotniczego. 

## Życiorys
Syn Jana i Marii. Od 1947 aktywista Związku Młodzieży Wiejskiej RP „Wici” oraz Polskiej Partii Robotniczej (następnie PZPR). Od 1948 do 1950 był członkiem ZMP. Maturę zdał w 1950. W latach 1950–1955 studiował historię na Uniwersytecie im. W. I. Lenina w Kazaniu. Od 1955 do 1971 zatrudniony w Wydziale Historii Partii KC PZPR, następnie w Zakładzie Historii Partii przy KC PZPR. W 1962 roku obronił pracę doktorską: Stronnictwo Ludowe 1944–1946 (niektóre problemy rozwoju organizacyjnego, działalności politycznej i współpracy z PPR). W latach 1971–1976 pracował jako adiunkt, następnie docent w Wyższej Szkole Nauk Społecznych przy KC PZPR, skąd odszedł do pracy w Wyższej Oficerskiej Szkole Pożarniczej w Warszawie. Od 1973 do 1990 pracował równocześnie w Akademii Spraw Wewnętrznych, m.in. od 1986 do 1990 był dyrektorem Instytutu Historii i Archiwistyki. W pracy naukowej zajmował się głównie powojenną historią polityczną Polski, szczególnie dziejami Polskiej Partii Robotniczej. Autor haseł w Słowniku biograficznym działaczy polskiego ruchu robotniczego.
Został pochowany na cmentarzu komunalnym Północnym w Warszawie.

## Wybrane publikacje
- Stronnictwo Ludowe 1944–1946: niektóre problemy rozwoju organizacyjnego i działalności politycznej, Warszawa: Ludowa Spółdzielnia Wydawnicza, 1966.
- (współautor: Władysław Ważniewski) Polska Partia Robotnicza 1942–1948,  Warszawa: Wydawnictwo Ministerstwa Obrony Narodowej, 1971.
- Budowa i utrwalanie władzy ludowej w Polsce w latach 1944–1948, Warszawa: „Książka i Wiedza” 1984.
- (współautor: Tadeusz Zybała) 40 lat walki i pracy organów bezpieczeństwa i porządku publicznego, Warszawa 1986.

## Nagrody
- Nagroda Trybuny Ludu (zespołowa) za pracę Polska Partia Robotnicza. Dokumenty programowe 1942-1948 (1985)[4]